# Grand Prix Czech na Żużlu 2025
Grand Prix Czech na Żużlu 2025 – trzecia runda Grand Prix na żużlu w sezonie 2025. Zawody rozegrano na Marketa Stadium w Pradze W zawodach zwyciężył Bartosz Zmarzlik.

## Faza zasadnicza[2]
| POZ | Zawodnik         | S1                                      | S2                                      | S3                                      | S4                                      | S5                                      | PKT                                     | POZ                                     | LCQ                                     | F                                       |
| --- | ---------------- | --------------------------------------- | --------------------------------------- | --------------------------------------- | --------------------------------------- | --------------------------------------- | --------------------------------------- | --------------------------------------- | --------------------------------------- | --------------------------------------- |
| 1.  | Bartosz Zmarzlik | 2                                       | 3                                       | 2                                       | 2                                       | 3                                       | 12                                      | 1.                                      | -                                       | 1.                                      |
| 2.  | Fredrik Lindgren | 2                                       | 3                                       | 3                                       | 1                                       | 2                                       | 11                                      | 2.                                      | -                                       | 2.                                      |
| 3.  | Leon Madsen      | 3                                       | 3                                       | 0                                       | 1                                       | 3                                       | 10                                      | 3.                                      | 1.*                                     | 3.                                      |
| 4.  | Jack Holder      | 1                                       | 2                                       | 1                                       | 3                                       | 2                                       | 9                                       | 7.                                      | 1.*                                     | 4.                                      |
| 5.  | Andzejs Lebedevs | 3                                       | 2                                       | 1                                       | 1                                       | 3                                       | 10                                      | 4.                                      | 2.                                      |                                         |
| 6.  | Dan Bewley       | 2                                       | 1                                       | 3                                       | 2                                       | 2                                       | 10                                      | 5.                                      | 2.                                      |                                         |
| 7.  | Anders Thomsen   | 1                                       | 2                                       | 3                                       | 2                                       | 1                                       | 9                                       | 8.                                      | 3.                                      |                                         |
| 8.  | Jan Kvech        | 3                                       | 0                                       | 1                                       | 2                                       | 0                                       | 6                                       | 10.                                     | 3.                                      |                                         |
| 9.  | Martin Vaculik   | 3                                       | 2                                       | 2                                       | 1                                       | 2                                       | 10                                      | 6.                                      | 4.                                      |                                         |
| 10. | Brady Kurtz      | 1                                       | 0                                       | 0                                       | 3                                       | 3                                       | 7                                       | 9.                                      | 4.                                      |                                         |
| 11. | Mikkel Michelsen | 0                                       | 3                                       | 2                                       | 0                                       | 1                                       | 6                                       | 11.                                     |                                         |                                         |
| 12. | Kai Huckenbeck   | 0                                       | 1                                       | 1                                       | 3                                       | 1                                       | 6                                       | 12.                                     |                                         |                                         |
| 13. | Max Fricke       | 2                                       | 1                                       | 2                                       | 0                                       | 1                                       | 6                                       | 13.                                     |                                         |                                         |
| 14. | Robert Lambert   | 1                                       | 1                                       | 0                                       | 3                                       | 0                                       | 5                                       | 14.                                     |                                         |                                         |
| 15. | Dominik Kubera   | 0                                       | 0                                       | 3                                       | 0                                       | 0                                       | 3                                       | 15.                                     |                                         |                                         |
| 16. | Daniel Klima     | 0                                       | 0                                       | 0                                       | 0                                       | 0                                       | 0                                       | 16.                                     |                                         |                                         |
| 17. | Jan Macek        | Zawodnik nie wystartował w żadnym biegu | Zawodnik nie wystartował w żadnym biegu | Zawodnik nie wystartował w żadnym biegu | Zawodnik nie wystartował w żadnym biegu | Zawodnik nie wystartował w żadnym biegu | Zawodnik nie wystartował w żadnym biegu | Zawodnik nie wystartował w żadnym biegu | Zawodnik nie wystartował w żadnym biegu | Zawodnik nie wystartował w żadnym biegu |
| 18. | Jaroslav Vanicek | Zawodnik nie wystartował w żadnym biegu | Zawodnik nie wystartował w żadnym biegu | Zawodnik nie wystartował w żadnym biegu | Zawodnik nie wystartował w żadnym biegu | Zawodnik nie wystartował w żadnym biegu | Zawodnik nie wystartował w żadnym biegu | Zawodnik nie wystartował w żadnym biegu | Zawodnik nie wystartował w żadnym biegu | Zawodnik nie wystartował w żadnym biegu |

## Klasyfikacja przejściowa
Kursywą stali uczestnicy cyklu, w nawiasie miejsca w turniejach
| POZ | Zawodnik          | PKT | Miejsce |
| --- | ----------------- | --- | ------- |
| 1.  | Bartosz Zmarzlik  | 53  | (1.)    |
| 2.  | Brady Kurtz       | 45  | (10.)   |
| 3.  | Jack Holder       | 42  | (4.)    |
| 4.  | Andrzej Lebiediew | 41  | (5.)    |
| 5.  | Fredrik Lindgren  | 37  | (2.)    |
| 6.  | Dominik Kubera    | 37  | (15.)   |
| 7.  | Daniel Bewley     | 34  | (6.)    |
| 8.  | Robert Lambert    | 27  | (14.)   |
| 9.  | Anders Thomsen    | 24  | (7.)    |
| 10. | Max Fricke        | 22  | (13.)   |
| 11. | Jan Kvech         | 21  | (8.)    |
| 12. | Leon Madsen       | 16  | (3)     |
| 13. | Patryk Dudek      | 16  | (DNS)   |
| 14. | Martin Vaculik    | 16  | (9.)    |
| 15. | Mikkel Michelsen  | 16  | (11.)   |
| 16. | Jason Doyle       | 8   | (DNS)   |
| 17. | Kai Huckenbeck    | 7   | (12.)   |
| 18. | Erik Riss         | 2   | (DNS)   |
| 19. | Daniel Klima      | 1   | (18)    |
| 20. | Mateusz Cierniak  | 0   | (DNS)   |